# Bataille de la crête Shaggy
Campagne des monts Finisterre de la Seconde Guerre mondiale
Batailles
- Nadzab
- Kaiapit
- Dumpu
- Monticule John–Crête Trevor
- The Pimple
- Crête Shaggy
- Madang

La bataille de la crête Shaggy est un affrontement de la campagne des monts Finisterre, qui a opposé les troupes australiennes et japonaises en Papouasie-Nouvelle-Guinée pendant la Seconde Guerre mondiale. À la suite de la capture alliée de Lae et Nadzab, la 9e division australienne s'engage dans une action de suivi rapide sur la péninsule de Huon dans le but de couper les Japonais se repliant. Une fois la situation sur la péninsule de Huon stabilisée à la fin de 1943, la 7e division mène une percée dans les vallées de Markham et de Ramu vers les monts Finisterre en vue de pousser vers le nord en direction de la côte autour de Bogadjim, où elle rencontrera les forces alliées avançant autour de la côte de la péninsule de Huon, avant d'avancer vers Madang.
Une série d'engagements mineurs suit dans les contreforts des monts Finisterre avant que les Australiens ne se heurtent à une forte résistance centrée autour du col de Kankiryo et de la crête Shaggy, qui se compose de plusieurs éléments escarpés, parsemés d'affleurements rocheux fortement défendus. Après un assaut préliminaire sur une position avancée surnommée The Pimple fin décembre 1943, les Australiens renouvellent leur assaut à la mi-janvier 1944 et, au cours d'une quinzaine de jours, s'emparent finalement les positions japonaises de la crête Shaggy et du col de Kankiryo, après avoir lancé une attaque de la taille d'une brigade. Dans la foulée, les Australiens poursuivent les Japonais jusqu'à la côte et pour ensuite capturer Madang, se liant aux forces américaines et australiennes.

## Prélude

### Situation stratégique
À la fin de 1943 et au début de 1944, les forces australiennes et américaines ont commencé des actions offensives en Nouvelle-Guinée, après avoir endigué l'avancée japonaise pendant les combats de 1942. En septembre 1943, les Alliés ont sécurisé Lae et Nadzab avec des avancées simultanées des 7e et 9e divisions. Peu de temps après, la 9e division a débarqué sur la péninsule de Huon et a ensuite sécurisé Finschhafen, défrichant l'intérieur des terres. En octobre 1943, le prochain objectif pour les Australiens est la crête Shaggy, une série de positions élevées sur la route intérieure de Dumpu à Madang, détenue par l'infanterie japonaise, soutenue par l'artillerie et le génie. Dans le cadre de cette avancée, la 7e division traverse la vallée de Ramu dans les monts Finisterre, au cours de laquelle une série d'engagements mineurs ont lieu, y compris ceux autour du monticule John et de la crête Trevor, alors que les Japonais se retirent sur leur principale ligne défensive, centrée autour du col de Kankiryo et de la crête Shaggy.
La crête Shaggy est un éperon rocheux de 6,5 kilomètres de long parsemé de plusieurs affleurements rocheux, que les Australiens ont surnommés « Green Pinnacle », « The Pimple », « Green Sniper's Pimple » et « McCaughey's Knoll ». Au nord et au nord-ouest de la crête Shaggy, deux points élevés sont identifiées comme « Prothero I » et « Prothero II », tandis que le col de Kankiryo au nord-est joint la crête Faria et divise la rivière du même nom et la rivière Mindjim. Les Japonais ont établi de nombreux postes et positions solides le long de la crête, bloquant l'avancée australienne vers la côte, où ils visent à sécuriser Bogadjim et Madang. La crête domine la zone qui l'entoure, culminant à 1 700 mètres, et par temps clair offre une observation aussi loin au nord que Madang, bien que la zone est en grande partie couverte d'un épais brouillard réduisant considérablement la visibilité.

### Forces opposées

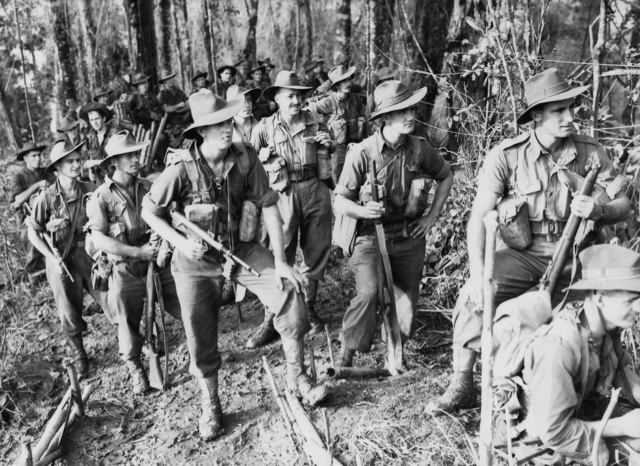
Les troupes du 2/16e bataillon d'infanterie australien regardent les avions bombarder la position The Pimple avant leur attaque contre les positions japonaises, le 27 décembre 1943.

La zone est défendue par des éléments du 78e régiment d'infanterie de l'armée impériale japonaise , appuyés par le 26e régiment d'artillerie et le 27e régiment indépendant du génie, partie intégrante d'un détachement sous le commandement du général de division Masutaro Nakai, subordonné à la 18e armée. Ces unités sont équipés d'à peu près à la moitié de leur effectif, bien que les estimations des services de renseignement australiens évaluent le nombre de soldats autour du col de Kankiryo et de la crête Shaggy à environ 3 000.
À l'opposé, les forces australiennes opèrent au sein de la 7e division, qui, en raison de ressources limitées, ne déploie que deux brigades vers l'avant à la fois ; il s'agit initialement des 21e et 25e brigades, bien qu'ensuite remplacées par les 15e et 18e brigades. Ces forces vont ensuite se relever tout au long des combats. À l'exception de la 15e brigade, qui est une formation de réserve, il s'agit d'unités de la deuxième force impériale australienne. Ces éléments sont soutenus par l'artillerie du 2/4e régiment de campagne, équipée de onze Ordnance QF 25 livres et 7 000 cartouches, et des avions de la Royal Australian Air Force et de l'United States Army Air Force.

### Assaut sur la position The Pimple
Fin décembre 1943, l'offensive australienne pour prendre la crête Shaggy débute, axée sur une attaque contre la position The Pimple. Celle-ci est l'un des trois affleurements rocheux tenus par les Japonais sur la ligne de crête. Le 2/16e bataillon de la 21e brigade australienne a été renforcé par des centaines de nouveaux soldats, après des pertes antérieures. Le bataillon remonte les pentes sud vers The Pimple, avec un soutien aérien. La zone est bombardée par une artillerie préparatoire et un barrage aérien. L'attaque réussit, chassant les Japonais de la position les 27 et 28 décembre 1943. Les troupes australiennes parviennent à tenir la zone contre de nouvelles contre-attaques, et d'autres attaques sont suivies contre les autres positions. Cela permet aux Australiens de prendre pied sur la position, et dans l'action, ont gagné une position qui les avait retenus pendant les deux derniers mois; néanmoins, les Japonais parviennent à tenir la crête Shaggy en force.

## La bataille
Début janvier 1944, l'effort australien pour gagner la position est renouvelé avec deux nouvelles brigades – les 15e et 18e – déployés pour relever les 21e et 25e brigades. L'opération Cutthroat est ensuite lancée, visant à sécuriser le col de Kankiryo à l'extrémité nord de la crête Shaggy, rejoignant la crête Faria, la crête Shaggy et les deux points hauts de Protheroe. La 18e brigade du brigadier Frederick Chilton (en) est choisie pour l'attaque ; sa force se compose de trois bataillons d'infanterie – les 2/9e, 2/10e et 2/12e – et est soutenu par le 2/2e bataillon de pionniers. Les approvisionnements sont ensuite amenés en jeep à une position surnommée « Guy's Post », afin de raccourcir les lignes de communication, et l'artillerie acheminé pour le 2/4e régiment de campagne.
Une série d'actions s'ensuit alors que les Australiens attaquent la position à partir de trois points, réalisant l'opération en quatre phases. Sur la droite de l'assaut, tôt le 20 janvier, le 2/10e commence son avance jusqu'à l'éperon rocheux Sprogg, à l'est de la crête Shaggy, dans la première phase, poussant vers le col de Cam ; ils sont soutenus par des frappes aériennes le long des crêtes des Protheros à la crête Shaggy. Un bref engagement a lieu vers le milieu de la matinée, qui est vaincu par un court barrage d'artillerie puis un assaut d'infanterie. Le 2/10e parvient ensuite à gagner le col de Cam, et à la tombée de la nuit, s'est creusé et positionné vers l'ouest, prêt pour un nouvel effort le long de la crête Faria. Ailleurs, autour de la colline Geyton, alors que, sur la gauche de l'assaut, une patrouille du 2/2e bataillon de pionniers traverse la rivière Mene le 19 janvier et fait une reconnaissance devant le 2/12e à travers « Prothero I » jusqu'à Kankiryo. N'y trouvant qu'une légère résistance, les hommes assurèrent presque eux-mêmes la position.

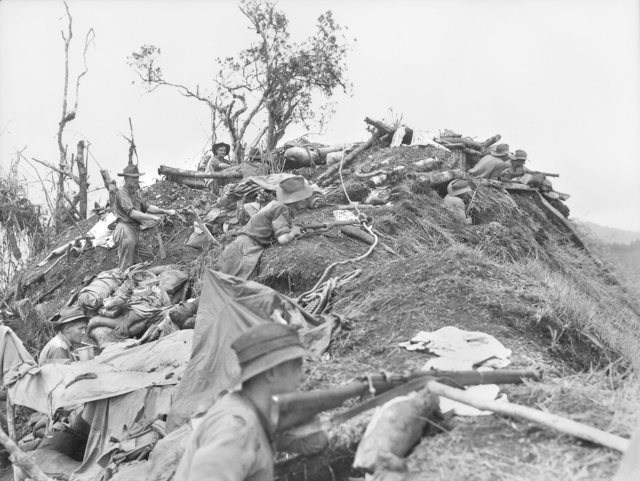
Membres de la compagnie 'C', 2/9e bataillon australien, fortifiant les positions dans une partie nouvellement occupée de la crête Shaggy le 23 janvier 1944.

Le 2/12e lutte sur la rivière au milieu de fortes pluies, puis s'établit sur le col Canning, attaquant le lendemain « Prothero I ». Avançant silencieusement sur les pentes abruptes, ils surprennent les défenseurs japonais, rampant à moins de 91 mètres de l'objectif avant qu'ils ne soient remarqués par les défenseurs, moment auquel les Australiens chargent la position. De violents combats suivent avec des unités sur les flancs ; cependant, à la tombée de la nuit du 21 janvier, le 2/12e a sécurisé « Prothero I », faisant taire un canon de montagne japonais leur ayant tiré dessus à bout portant depuis la porte arrière d'un bunker, faisant 50 victimes, dont le bataillon commandant, le lieutenant-colonel Charles Bourne. Plus tard, ils repoussent une tentative japonaise voulant reprendre la position pendant la nuit. Le plan prévoit alors que le 2/12e pousse vers le sud-est le long de la crête Shaggy jusqu'au col de Kankiryo. Ailleurs, le 2/9e prend la position centrale, attaquant au nord-ouest jusqu'à la crête Shaggy, sécurisant les positions « Green Sniper's Pimple » sur la partie sud du monticule McCaughey, avec une attaque frontale, dans le cadre de la première phase de leur avance à travers le col de Kankiryo.
Le 22 janvier, l'artillerie japonaise tire sur la position du 2/12e, mais ne parvient pas à empêcher les Australiens de s'emparer de « Prothero II ». Pendant ce temps, une petite patrouille du 2/2e commence à exploiter la zone au nord-est de « Prothero II » et réussit ensuite à s'installer dans une position à l'extrémité est du col de Kankiryo. Au sud, le 2/9e effectue des reconnaissances autour de la zone devant leur position autour de « Green Sniper's Pimple », et localise plusieurs bunkers japonais. Décidant d'une approche indirecte, une patrouille australienne est envoyée sur les flancs et sous le couvert de l'artillerie lourde, escaladent les flancs escarpés du monticule McCaughey pour prendre la position avec l'élément de surprise. Plus tôt, le 2/10e a fait plusieurs tentatives pour sécuriser la colline Cam, y compris un assaut infructueux sur l'arrière japonais avec un mouvement de flanc à travers la rivière Faria. Tout au long de la nuit, les Japonais lancent plusieurs tentatives de contre-attaques infructueuses, mais celles-ci sont repoussées et le 24 janvier, les bataillons d'infanterie des 2/9e et 2/12e continuent de converger, serrant les défenseurs japonais entre eux. En conséquence, les Japonais sont forcés d'abandonner leurs positions autour du sommet de la rivière Faria et du col de Kankiryo, commençant à se retirer vers la colline Crater. Le lendemain, après une information des patrouilles des 2/10e et 2/12e bataillons, analysant que les Japonais fortifient cette position, le 2/9e tente tout au long de la journée de déborder la position en attaquant par derrière tandis que le 2/10e et 2/12e les agresses frontalement depuis le sud. Celles-ci s' avèrent infructueuses et le 26 janvier, le 2/9e déploie deux compagnies à travers le col de Kankiryo, sécurisant le « point 4100 » avant de subir le feu nourri des Japonais sur la colline Crater, où ils ont creusé de solides défenses le long de plusieurs crêtes acérées.

## Conséquences
Après la prise du col de Kankiryo le 26 janvier, les restes des défenseurs japonais se replient sur la colline Crater, au nord-est de la position précédemment abandonnée. Le « point 4100 » est pris sans opposition ce jour-là par le 2/9e, mais la colline Crater reste en possession japonaise, ses approches interdites, entravant les efforts pour nettoyer la zone. Au lieu de risquer de lourdes pertes dans une attaque de suivi précipitée, Chilton choisit d'attrifier lentement la position japonaise avec des tirs indirects et des attaques aériennes au cours de quatre jours. Le 29 janvier, les 2/9e et 2/10e débutent leur attaque, après avoir encerclé la position de trois côtés. En raison de cartes inexactes, plusieurs salves d'artillerie tombent sur les Australiens avançant, blessant plusieurs officiers, dont deux officiers de l'armée britannique attachés aux bataillons australiens en échange. Au cours des deux jours suivants, les Australiens maintiennent la pression sur les défenseurs japonais avec des patrouilles de combat et des assauts à petite échelle pour réduire les positions japonaises autour de la zone. Enfin, le 1er février 1944, le 2/9e atteint la crête de la colline et découvre par la suite que les Japonais se sont désinvestis de la position, s'étant repliés sur Paipa. À la suite de son occupation, la colline Crater est arpenté par les Australiens découvrant plus de 40 tranchées ou casemates à l'intérieur de la position sur un front de 457 mètres jusqu'à une profondeur de 55 mètres ; de plus, 110 points forts sur les crêtes menaient à ces positions défensives.
Tout au long de la première semaine de février, les unités australiennes sont redéployées vers de nouvelles positions : le 2/10e autour du « point 4100 » à travers le col de Kankiryo et s'étendant jusqu'à la colline Crater ; le 2/9e de la crête Shaggy aux points hauts « Protheros » et le 2/12e de la colline Lake à la crête McCullough. Dans les jours suivants, des patrouilles sont envoyées pour exploiter les zones environnantes, poussant vers Paipa, nettoyant des poches isolées de Japonais au fur et à mesure de leur avancement. Les pertes pendant les combats pour sécuriser la crête Shaggy s'élèvent à 500 Japonais tués, contre 46 tués et 147 blessés pour les Australiens. Dans la foulée, les Australiens entreprennent une brève pause opérationnelle, alors que les ravitaillements sont apportés et les troupes remplacées – la 15e brigade relève la 18e – avant que les Australiens n'avancent vers Bogadjim, poursuivant les forces japonaises en pleine retraite. Après avoir effectué une liaison avec les forces américaines avançant à l'ouest de Saidor, sécurisée en février 1944 dans le cadre de la campagne de la péninsule de Huon, les Australiens sécuriseront finalement Madang en avril 1944.

### Lectures complémentaires
- Gordon Dickens, Never Late: The 2/9th Australian Infantry Battalion 1939–1945, Loftus, New South Wales, Australian Military History Publications, 2005 (ISBN 1-876439-47-5)
- Mark Johnston, The Australian Army in World War II, Botley, Oxford, Osprey Publishing, 2007 (ISBN 978-1-84603-123-6)
- Kazumi Kuzuhara, The Foundations of Victory: The Pacific War 1943–1944, Canberra, Australian Capital Territory, Army History Unit, 2004, 118–135 p. (ISBN 978-0-646-43590-9, lire en ligne [archive du 4 mars 2016]), « The Nakai Contingency Unit and the Battles of Kankirei Range »